# Mimulus aquatilis
Mimulus aquatilis är en gyckelblomsväxtart som beskrevs av Anthony R. Bean. Mimulus aquatilis ingår i släktet gyckelblommor, och familjen gyckelblomsväxter. Inga underarter finns listade i Catalogue of Life.